# ایوان کابررا
ایوان کابررا (انگلیسی: Ione Cabrera؛ زادهٔ ۱۳ اکتبر ۱۹۸۵) بازیکن فوتبال اهل اسپانیا است.
از باشگاه‌هایی که در آن بازی کرده‌است می‌توان به باشگاه فوتبال لاسک، باشگاه فوتبال لاس پالماس، و باشگاه فوتبال رایندورف آلتاخ اشاره کرد.